# 杨胜利
杨胜利（1941年1月5日—），男，江苏太仓人，中国生物技术专家，博士生导师，中国工程院院士。主要研究领域是基因工程在酶、发酵和制药工业中的应用研究和开发，代谢工程。

## 生平
1962年毕业于华东化工学院有机化工系。1962年到中国科学院上海药物研究所工作。1980年至1982年到加州大学进行博士后研究。1988年获中科院科技进步一等奖。1992年至1996年任中国科学院上海生物工程研究中心主任、书记，研究员。1997年当选中国工程院医药卫生学部院士。
2000年获聘任大连化学物理研究所研究员、博导、生物技术部主任。担任上海交通大学、中国科学技术大学、华东理工大学兼职教授。 2014年11月，入职郑大一附院，成为河南省医学界引进的首位全职院士。